# Мала-Обарска
Мала-Обарска (серб. Мала Обарска / Mala Obarska) — село в общине Биелина Республики Сербской Боснии и Герцеговины. Население составляет 325 человек по переписи 2013 года.
Село образовано в 2012 году по распоряжению властей Республики Сербской «Об образовании населённого пункта Мала-Обарска в составе Града Биелины» (Официальный вестник Республики Сербской, № 91/2012). Ранее территория входила в состав местечка Баткович.